# Olena Stiazhkina
Olena Stiazhkina, född 25 februari 1968 i Donetsk,Ukrainska SSR,  Sovjetunionen, är en ukrainsk författare, historiker, publicist och professor i historia som bland annat har varit verksamvid Donetsks universitet. Hon är även medlem i Ukrainas PEN-klubb.
Stiazhkina avslutade sina högre studier i historia vid Donetsks universitet 1990. 1996 färdigställde hon sin doktorsavhandling i historia, om kulturella processer i Donetsbäckenet mellan 1960- och 1990-talen. Hennes historiska forskning har fokuserat mycket på kvinnor i den ukrainska kulturens historia, i synnerhet under nittonhundratalets andra hälft. Hon har skrivit över 90 vetenskapliga artiklar.
Stiazhkina har skrivit böckerna Women in the History of Ukrainian Culture in the Second Half of the Twentieth Century och A Human Being in the Soviet Province: (Un)learning Language. 2021 gavs hennes roman Smert leva Sesila mala sens ut (Cecil Lejonets död var logisk), en roman som handlar om kriget i Donbass och som utforskar de sovjetiska rötterna till konflikten.